# Едді Ленні
Едвард МакГрегор Ленні (5 жовтня 1959, Глазго, Шотландія) — колишній футбольний арбітр Австралійської асоціації. Він найбільш відомий за суддівством на чемпіонаті світу з футболу 1998 року та Олімпійських іграх 1996 року. Арбітр ФІФА з 1996 по 2004 роки.

## Суддівська кар'єра
Ленні почав суддівство в Шотландії, а потім емігрував до Австралії в 1985 році.

### Чемпіонат світу 1998 року
Ленні відсудив два матчі Чемпіонату світу з футболу 1998 року у Франції.

### Національна футбольна ліга
Ленні відсудив 195 матчів Національної футбольної ліги до завершення кар'єри у 2004 році

## Нагороди
- Медаль Ордена Австралії: 2008[5]
- Медаль сторіччя: 2006
- Федерація футболу Австралії — Почесний член Залу футбольної слави: 2007[6]
- Почесний член Залу футбольної слави Західної Австралії: 2005.[7]
- Найкращий арбітр NSL:1994/95, 1995/96[8]
- Найкращий арбітр ліги штату Західна Австралія: 1993, 1994, 1995, 1997[9]

## Постфутбольна кар'єра
Наразі працює менеджером з розвитку арбітрів у Football West, а також є експертом з оцінки арбітрів Азійської футбольної конфедерації та ФІФА.

## Політична кар'єра
У грудні 2012 року Ленні був попередньо обраний лейбористами Західної Австралії до Законодавчих зборів Скарборо. Згодом він балотувався до округу Хамерслі на виборах у місті Стірлінг у жовтні 2013 року.